# Суходольский, Антоний
Антоний Суходольский (ум. 1799) — государственный деятель Великого княжества Литовского, каштелян смоленский (1790—1793) и мерецкий (1793—1794), воевода гродненский (1794—1795).

## Биография
Представитель литовского шляхетского рода Суходольских герба «Слеповрон». Род Суходольских издавна проживал в Волковысском повете. Сын кравчего волковысского Казимира Суходольского и Антонины Пукшты.
В 1764 году кравчий волковысский Антоний Суходольский подписал в своём повете элекцию Станислава Августа Понятовского. В 1769 году был назначен городским судьей в Волковыске, в 1771 году стал волковысским земским судьей. В 1770-х годах Суходольский вместе с Булгаринами был основным представителем подскарбия надворного литовского Антония Тизенгауза в Волковысском повете.
В 1778 году Антоний Суходольский был избран послом на сейм от Волковысского повета. Тогда же вошел в состав скарбовой комиссии Великого княжества Литовского. В 1788 году при поддержке короля Станислава Августа был избран послом на Четырёхлетний сейм от Смоленского воеводства. Безуспешно защищал военный департамент от ликвидации. После его ликвидации потребовал, чтобы вновь созданная военная комиссия была разделена на польскую и литовскую. После второй неудачи настивал, чтобы количество комиссаров от Польши и ВКЛ в одной комиссии было равной.
13 и 19 января 1789 года Антоний Суходольский защищал раду. В мае 1789 года отказался от должности скарбника великого литовского в пользу своего старшего сына Яна. 27 августа 1789 года требовал выделения денежных средств на униатские духовные семинарии. 3 сентября 1790 года выступал против изгнания противников униатской церкви.
Отношения А. Суходольского к новой польской конституции 3 мая 1791 года неизвестно. В июне вошел в полицейскую комиссию, разделенную на польскую и литовскую. В ноябре 1790 года получил должность каштеляна смоленского. В 1792 году Антоний Суходольский стал канцлером Тарговицкой конфедерации в Великом княжестве Литовском.
В 1793 году Антоний Суходольский был одним из немногочисленных сенаторов, участвовавших в Гродненском сейме. Был очень активен и занимал, по словам российского посла Якова Сиверса, «умеренную позицию». Активно выступал против Второго раздела Речи Посполитой. В декабре 1793 года А. Суходольский получил звание каштеляна мерецкого, а в марте 1794 году был назначен первым и единственным воеводой гродненским.
В 1794 году Антоний Суходольский не принимал участие в польской инсуррекции под руководством Тадеуша Костюшко из-за недоверия к нему повстанческих вождей.
Имел резиденцию в селе Рогозница на Брестщине, где в 1791 году построил дворец.
Был женат на Терезе Быховец, от брака с которой имел двух сыновей (Яна и Игнацы) и дочь Франциску.